# Burning Bridges
Burning Bridges — третий студийный альбом шведской мелодик-дэт-метал-группы Arch Enemy. Был выпущен в мае 1999 года на лейбле Century Media Records. Он стал последним альбомом, на котором вокалистом был Йохан Лиива.
На песню «The Immortal» был снят видеоклип. Японская версия альбома и европейское издание в диджипаке 1999 года были дополнены бонус-треками. В 2009 году альбом был переиздан с новой обложкой и добавлением девяти бонус-треков.

## Список композиций
| №                   | Название            | Текст песни              | Музыка                    | Длительность |
| ------------------- | ------------------- | ------------------------ | ------------------------- | ------------ |
| 1.                  | «The Immortal»      | Йохан Лиива, Майкл Эмотт | Кристофер Эмотт, М. Эмотт | 3:43         |
| 2.                  | «Dead Inside»       | М. Эмотт                 | К. Эмотт, М. Эмотт        | 4:13         |
| 3.                  | «Pilgrim»           | М. Эмотт                 | К. Эмотт, М. Эмотт        | 4:33         |
| 4.                  | «Silverwing»        | М. Эмотт                 | К. Эмотт, М. Эмотт        | 4:08         |
| 5.                  | «Demonic Science»   | М. Эмотт                 | К. Эмотт, М. Эмотт        | 5:23         |
| 6.                  | «Seed of Hate»      | М. Эмотт                 | К. Эмотт                  | 4:09         |
| 7.                  | «Angelclaw»         | М. Эмотт                 | К. Эмотт, М. Эмотт        | 4:06         |
| 8.                  | «Burning Bridges»   | М. Эмотт                 | М. Эмотт                  | 5:31         |
| Общая длительность: | Общая длительность: | Общая длительность:      | Общая длительность:       | 35:46        |

| №   | Название                   | Текст песни   | Музыка             | Длительность |
| --- | -------------------------- | ------------- | ------------------ | ------------ |
| 9.  | «Scream of Anger»          | Джоуи Темпест | Якоб, Темпест      | 3:50         |
| 10. | «Fields of Desolation '99» | Лиива         | К. Эмотт, М. Эмотт | 6:02         |

| №   | Название        | Текст песни    | Музыка                      | Длительность |
| --- | --------------- | -------------- | --------------------------- | ------------ |
| 9.  | «Diva Satanica» | М. Эмотт       | К. Эмотт, М. Эмотт          | 3:46         |
| 10. | «Hydra»         | (инструментал) | К. Эмотт, Фредрик Нордстрём | 0:57         |

## Участники записи
- Йохан Лиива — вокал
- Майкл Эмотт — соло-гитара
- Кристофер Эмотт — ритм-гитара
- Шарли Д’Анджело — бас-гитара
- Даниэль Эрландссон — ударные

Дополнительные музыканты:
- Пер Виберг — меллотрон и рояль в «Burning Bridges»
- Фредрик Нордстрём — клавишные в остальных песнях